# Апофеоз Люлли
«Апофеоз Люлли» (фр. L'Apothéose de Lully), полное название ― «Инструментальный концерт под заголовком „Апофеоз“, написанный в бессмертную память о несравненном месье де Люлли» (фр. Concert instrumental sous le titre d'Apothéose composé à la mémoire Immortelle de l'incomparable Monsieur de Lully) ― трио-соната Франсуа Куперена, впервые опубликованная в 1725 году, через год после сочинения «Апофеоза Корелли». Произведение посвящено композитору Жану-Батисту Люлли.

## История
Люлли, мастер музыки эпохи барокко и отец французской увертюры, как известно, отрицал любое итальянское влияние во французской музыке того периода. Куперен, напротив, хотел осуществить «объединение стилей» (фр. réunion des goûts): устранить национальные особенности, традиции и формы интерпретации музыки, которые отличались во Франции и Италии. Композитор писал: «Я всегда ценил достойные вещи, независимо от автора или нации». Несмотря на то, что Куперен происходил из большой семьи французских музыкантов, именно ему приписывают привнесение во Францию формы трио-сонаты, получившей значительное развитие в Италии благодаря Арканджело Корелли. В 1724 году Куперен опубликовал работу «Апофеоз Корелли», которая стала своеобразной данью уважения симметричному и точному стилю итальянского барокко, в котором творил Корелли. Год спустя был сочинен «Апофеоз Люлли»: его главные цели ― «отдать дань уважения величайшему музыканту, которого породило предыдущее столетие» и ликвидировать различия между французской и итальянской музыкой эпохи барокко. Сам Куперен именовал свое произведение «гармоническим панегириком». «Апофеоз Люлли» также называли «художественным и эстетическим выражением взглядов композитора» и «одним из последних проявлений амбиций [Куперена]».
В 1949 году «Апофеоз Люлли» был записан на первую в Европе долгоиграющую пластинку (дирижировал Роже Дезормьер).

## Структура
«Апофеоз Люлли» написан для двух «высоких голосов» (т.е. музыкальных инструментов высокой тесситуры) и basso continuo.
Произведение является характерным примером программной музыки. Куперен изображает Люлли на Елисейских полях, где он исполняет музыку в изысканном и богато украшенном французском стиле. Далее следует грациозная ария, после которой к Люлли спускается Меркурий, чтобы предупредить композитора о скором прибытии Аполлона. Тема Меркурия (напоминающая пассажи в сочинениях Люлли) характеризуется быстрыми нотами в верхних голосах, тема Аполлона по сравнению с ней гораздо медленнее и благороднее. От завистливых современников Люлли доносятся ропот и причитания, после чего композитор поднимается на Парнас. Корелли и итальянские музы сухо и сурово приветствуют его в типичном стиле итальянского барокко: даже в нотах этой части Куперен пишет итальянское largo вместо французского lentement, данную часть предписывается исполнять равномерными и акцентированными нотами (фр. notes égales, et marquées), а не в колеблющемся ритме, типичном для музыки французского барокко; кроме того, старофранцузский ключ заменен на стандартный скрипичный ключ, в то время распространенный в Италии. Люлли благодарит Корелли музыкой в резко контрастирующем с предыдущей частью французском стиле. Далее Аполлон утверждает, что музыкальное совершенство может быть достигнуто только путем объединения французского и итальянского стилей. Куперен показывает это в увертюре, которая сочетает в себе признаки обоих стилей: например, для записи партии одного инструмента используется старофранцузский ключ, а для другого ― скрипичный (в оригинальных нотах ― итальянский ключ, фр. clef italienne). Одни разделы увертюры выдержаны во французском стиле, характерном для творчества Люлли, в то время как другие разделы имитируют трио-сонаты Корелли; затем следуют две арии, в которых два композитора поочередно играют темы и аккомпанируют друг другу, каждый на свой манер. «Апофеоз Люлли» в конечном итоге заканчивается «примирением» композиторов на Парнасе и «сонадой» (неологизм, объединяющий в себе слова «соната» и «серенада») для трио в четырех частях ― тем самым Куперен показал, что воссоединение стилей не только вероятно, но и может быть полностью успешным.

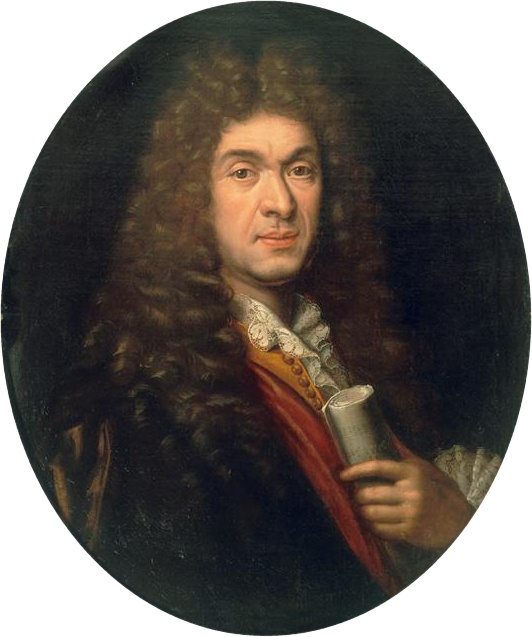
Жан-Батист Люлли
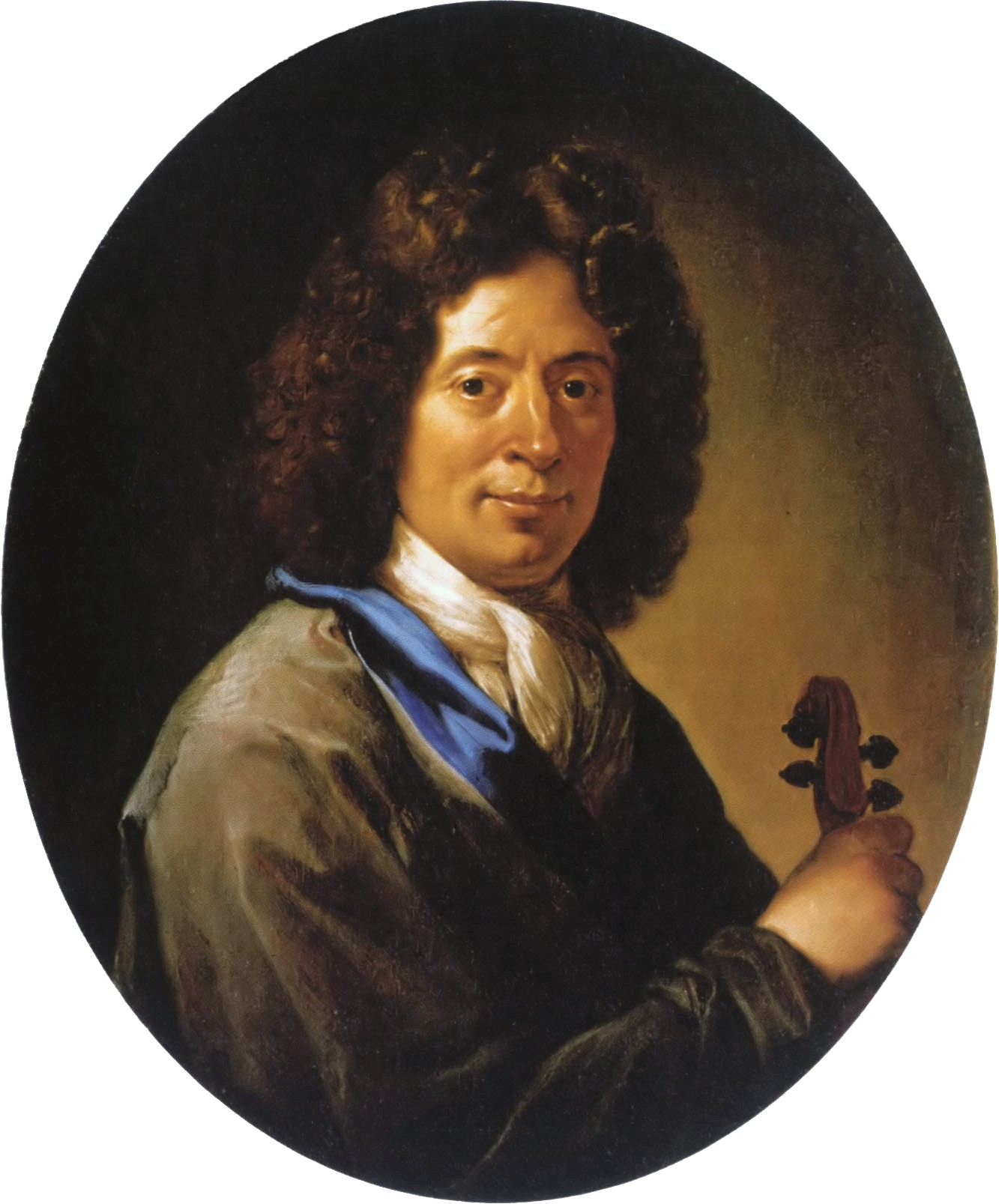
Арканджело Корелли